# Cueva de Nahal Hemar
La cueva de Nahal Hemar es un yacimiento arqueológico en Israel, en un acantilado del desierto de Judea, cerca del mar Muerto y justo al noroeste del monte Sodoma.
Las excavaciones realizadas en este lugar están consideradas como uno de los conjuntos más destacados del Neolítico precerámico que se han encontrado en el Levante mediterráneo. El hallazgo consistía en artefactos de madera, fragmentos de cestas y ensamblaje de yeso. Los objetos encontrados en la cueva incluían cestas impresas, tejidos, redes, puntas de flecha de madera, utensilios de hueso y sílex, incluyendo una hoz y espátulas para tejer, y cráneos humanos decorados. También había máscaras ceremoniales similares a otras máscaras neolíticas encontradas dentro de un radio de 48 km del desierto de Judea y de los montes de Judea. Otros objetos hallados son los inusuales llamados “cuchillos de Nahal Hemar”.
El tesoro se encontró cubierto de lo que se creía que era asfalto procedente de proyectos de construcción cercanos. Un análisis más detallado reveló que en realidad se trataba de un antiguo pegamento que databa de hace unos 8310-8110 años. Tenía una base de colágeno, posiblemente procedente de pieles de animales, y podría haber servido para impermeabilizar los objetos o como adhesivo. Anteriormente se había identificado un pegamento similar en Egipto, pero el encontrado en Nahal Hemar era dos veces más antiguo.

## Conjuntos de yeso
Se cree que este grupo de cuentas, cestería y fragmentos de estatuas se utilizó con fines rituales. Este yeso de cal fue una de las primeras alteraciones químicas realizadas intencionadamente en la que los fabricantes tenían un control total sobre las propiedades. La presencia del yeso se ha considerado de gran importancia debido a los esfuerzos aplicados al proceso de elaboración y aplicación del mismo.
Las cuentas encontradas en este conjunto pueden haber sido utilizadas en prendas diseñadas para eventos específicos.

## Método de examen de los conjuntos de yeso
.

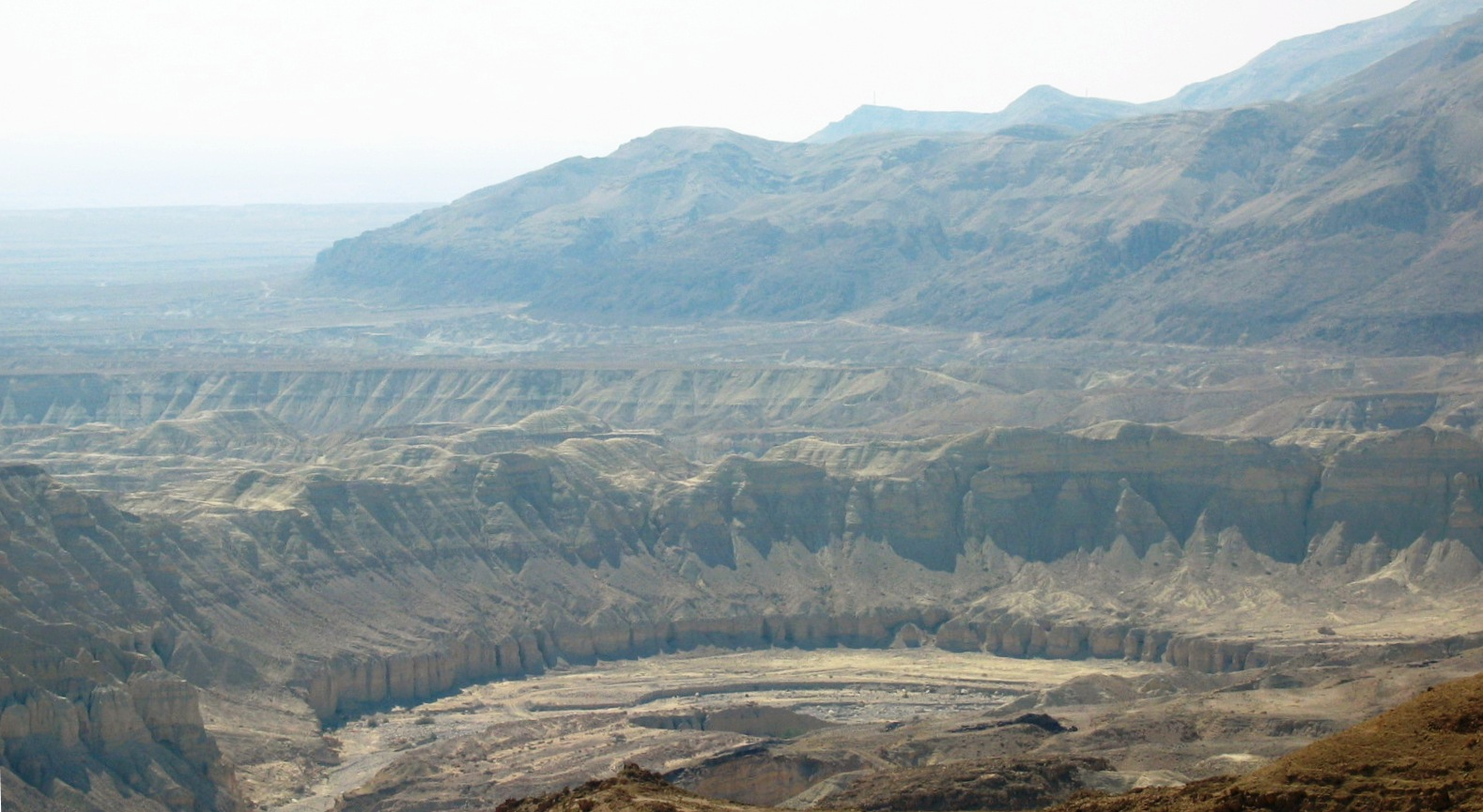
Cañón del arroyo Hema] situado en el desierto de Judea, Israel, cerca de Masada, que desciende hasta el mar Muerto. En el cañón hay manantiales que proporcionan agua salada y dulce durante el año a la flora y la fauna locales.

El examen de los artefactos de Nahal Hemar incluyó:
1. Todos los fragmentos de estatuas de yeso y las cuentas de yeso se examinaron con un microscopio estereoscópico Wild M-8 bajo iluminación oblicua para definir aproximadamente la homogeneidad de las muestras.
2. Se retiraron pequeños trozos de yeso de los artículos en varios lugares utilizando una sierra de diamante, espátulas y brocas finas. En varios casos se tomaron muestras de las virutas con los pigmentos de fundición para realizar análisis químicos de los materiales de colado. En la mayoría de los casos se utilizaron artefactos rotos para evitar que se dañaran más los artefactos restantes.
3. Las muestras a granel se sometieron a un análisis petrográfico de sección fina (TSPA).
4. Se realizaron análisis mineralógicos de los componentes no calcáreos a más muestras, en las que se observó la incorporación de arcilla mediante el análisis TSPA. Las muestras se pulverizaron y se empaparon en HCl al 3% para eliminar los componentes carbonatados y se determinó la mineralogía de la arcilla mediante difracción de rayos X (DRX).
5. Los análisis químicos se realizaron en la mayoría de las muestras utilizando la espectrometría de emisión atómica por plasma acoplado inductivamente (ICP-AES). La ventaja de este método es que tiene una gran precisión con bajos límites de detección.
6. Se extrajeron de la estatua de yeso y de las cuentas pequeños grumos recubiertos de pigmentos amarillos, verdes, rojos u oscuros y se utilizaron para el análisis de fluorescencia de rayos X (XRF), que proporcionó una definición química de los materiales pigmentarios.

Los resultados del estudio:

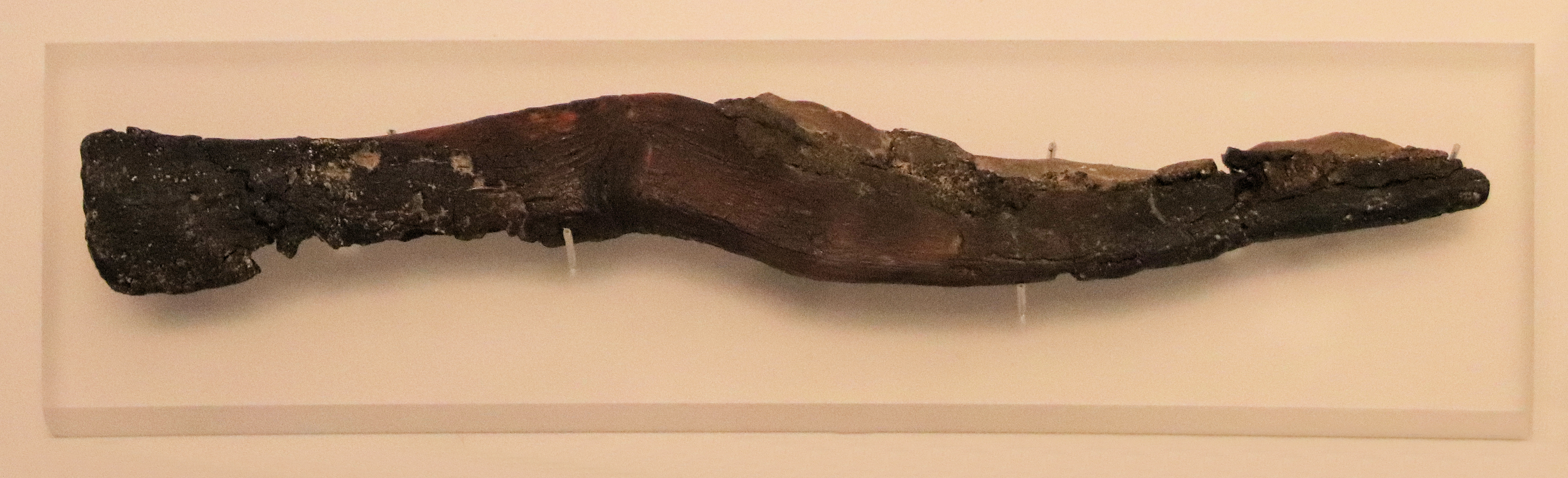
Objeto del que se dice que es “la hoz más antigua”, sílex y resina, tahuniense, c. 7000 a. C., cueva de Nahal Hemar. Museo de Israel.

Cuentas: Todas las cuentas, excepto una, se produjeron a partir de una mezcla de cristales de cal quemada y calcita. La única cuenta sin esta mezcla tenía cristales de anhidrita que también aparecían dentro de la cal quemada (esto fue indicado por los análisis TSPA e ICP-AES). El rasgo más importante es que todas las cuentas tienen un contenido denso de cristales de calcita. Se puede concluir que es probable que todas las cuentas se hicieran en el mismo lugar y por la misma razón y que todas tuvieran el mismo uso. Todas las cuentas se fabricaron con la misma técnica, lo que se aprecia en su mineralogía y química. Dado que las cuentas están tan relacionadas entre sí, parece probable que todas se hicieran con el mismo fin. Se supone que las cuentas se utilizaban como partes de prendas o trajes para un evento específico.
Estatuas: Las estatuas tienen una homogeneidad opuesta a la de las cuentas y las cestas. Las estatuas varían mucho en su tecnología y composición. Las estatuas pueden dividirse en cuatro categorías diferentes según su composición. Esto indica que probablemente se construyeron en diferentes lugares, posiblemente en la costa del Mediterráneo, y que se trajeron a Nahal Hemar en su estado actual. Es más que probable que las estatuas fueran poco modificadas una vez que llegaron a Nehal Hemar. Se cree que las estatuas se utilizaron para ceremonias o actividades rituales y que las diferentes estatuas tenían diferentes símbolos.

## Sitio mágico
Se ha propuesto que Nahal Hemar, con su pequeño tamaño, fue un lugar de ceremonias religiosas o de magia que formaba parte de un culto a los antepasados, como indican los cráneos decorados y las máscaras de piedra caliza talladas. Los celebrantes puede que llevaran las máscaras para honrar a los muertos. Otros artefactos del yacimiento, como las vestimentas parciales y las figurillas de animales y antropoides, han reforzado la idea de que servía principalmente para fines mágicos. Además, los fragmentos de las estatuas pueden haber sido traídos desde lugares lejanos como una donación que formaba parte de los rituales.